# روبرتو ميخائيل كاسترو
روبرتو ميخائيل كاسترو (15 يوليو 1989 بكيتو في الإكوادور - ) هو لاعب كرة قدم إكوادوري في مركز الدفاع. لعب مع سوسيداد ديبورتيفو كيتو.

## وصلات خارجية
- روبرتو ميخائيل كاسترو على موقع قاعدة بيانات كرة القدم.إي يو (الإنجليزية)
- روبرتو ميخائيل كاسترو على موقع Soccerway.com (الإنجليزية)